# Carl Frederik Harries
Carl Frederik Harries (* 23. Dezember 1872 auf Hanstedgaard, Hansted Sogn; † 21. Oktober 1938) war ein dänischer Kaufmann und Inspektor in Grönland.

## Leben
Carl Frederik Harries war der Sohn des Verpächters Nikolai August Theodor Harries (1816–1881) und seiner Frau Ane Marie Qvitzau. Er war ein Großneffe von Heinrich Harries (1762–1802). Er wurde auf einem Hof nördlich von Horsens geboren und besuchte die Lateinschule in Horsens, die er am 14. Juli 1889 abschloss.
Am 26. November 1889 wurde er als Volontär in der Buchhaltung von Den Kongelige Grønlandske Handel angestellt. Im Mai 1891 wurde er ins Packhausbüro versetzt. Am 9. Februar 1893 wurde er zum Volontär in Aasiaat ernannt und nach Grönland geschickt. 1894 wurde er nach Qeqertarsuaq versetzt, kehrte aber schon 1895 nach Aasiaat zurück. 1897 wurde er zum kommissarischen Kolonialverwalter in Qeqertarsuaq ernannt. Am 15. Februar 1898 wurde er zum Handelsassistenten befördert und als solcher mit der Leitung der Anlage in Kangersuatsiaq beauftragt. Von 1902 bis 1903 erhielt er ein Jahr Heimaturlaub. Dabei heiratete er am 12. April 1903 in Bregninge Ellen Gunhilda Therese Struck (1878–1968), Tochter des Inspektors Friedrich Wilhelm Struck und seiner Frau Catharina Anna Jensen. Nach seiner Rückkehr wurde er 1903 Handelsassistent in Uummannaq. 1905 wurde er kommissarischer Kolonialverwalter in Qasigiannguit, 1907 in Aasiaat, 1908 wieder in Qasigiannguit und 1910 in Upernavik. Dort wurde er im Folgejahr zum ordentlichen Kolonialverwalter befördert. Von 1914 bis 1915 erhielt er ein Jahr Heimaturlaub. Nach seiner Rückkehr wurde er zum Inspektor von Südgrönland ernannt, wobei er das Amt vom seit 1913 kommissarisch wirkenden Oluf Hastrup übernahm. Er war von 1920 bis 1921 Mitglied der Grønlandskommission. Hierfür wurde er am 21. Juli 1921 mit dem Ritterkreuz des Dannebrogordens ausgezeichnet. Zudem wurde er am 19. Januar 1937 zum Dannebrogmand ernannt.
1923 trat er als Inspektor zurück und arbeitete anschließend für Grønlands Styrelse, wo er sich unter anderem mit dem Radio und Statistik beschäftigte. Von 1925 bis 1935 war er zudem Vorsitzender der Grönländischen Gesellschaft. Er starb 1938 im Alter von 65 Jahren.